# Pont (dessinateur)
Graham Laidler, dit Pont (né le 6 juillet 1908 à Newcastle upon Tyne, décédé le 23 novembre 1940) est un dessinateur de cartoons, illustrateur et auteur de bande dessinée britannique, rendu célèbre par son travail pour le magazine Punch.

## Biographie
Graham Laidler est le fils de George et Kathleen Laidler. Son père, propriétaire d'une entreprise de peinture et de décoration, décède quand il a 13 ans. À la suite de ce drame, la famille déménage dans le sud, à Jordans dans le Buckinghamshire. S'il semble avoir toujours espéré devenir caricaturiste, Graham Laidler entre à la London School of Architecture en 1926, afin de s'assurer un revenu suffisant pour subvenir à ses besoins et à ceux de sa mère. Il crée parallèlement des cartoons (dessins d'humour) et strip, notamment la bande hebdomadaire The Twiffs, dans le magazine Woman's Pictorial de 1930 à 1936.
Malade, il est diagnostiqué tuberculeux en 1932, et rendu incapable de supporter des horaires de bureau. Il se consacre alors entièrement au dessin et entre à Punch la même année. Il devient rapidement une figure majeure du magazine, son succès est tel qu'Ev Know, le rédacteur en chef, lui fait signer un « gentlemen's agreement » sans précédent : contra la garantie de ne dessiner que pour le magazine, Punch s'engage à acheter tous les dessins de Pont sans exception.
De santé fragile, il décède des suites d'une poliomyélite en novembre 1940. Il ne s'est jamais marié et n'a pas eu d'enfant.

## Carrière

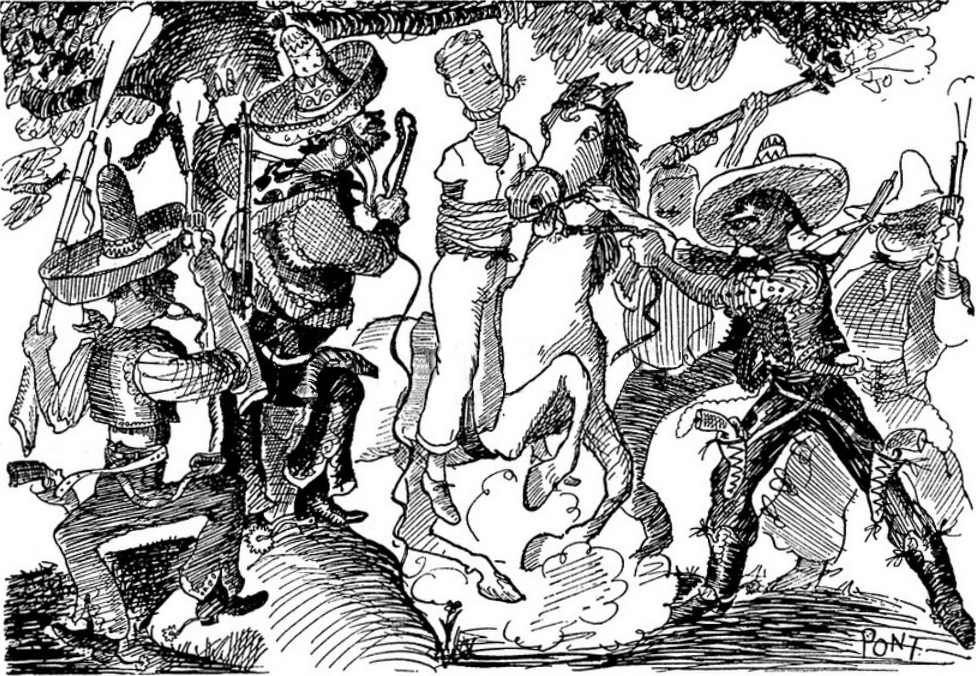
Le héros britannique (The British Character), calme face à l'adversité, carton dans Punch, 4 juillet 1934.

S'il a réalisé des strips et bandes dessinées, Pont (il prend ce surnom dérivé de « Pontifex Maximus » lors d'une visite à Rome), est d'abord reconnu comme dessinateur d'humour, et comme l'un des talents les plus originaux de l'histoire de Punch.
Sa série la plus célèbre est celle sur le « Personnage britannique » (British character) dont un volume a été publié de son vivant. À la fin de brève carrière il s'éloignant des grandes dessins détaillés qui avaient fait son succès dans une évolution de style frappante : il privilégie alors des croquis enlevés aux légendes lapidaires. L'ensemble de son travail représente près de 400 dessins.
Bernard Hollowood, collègue dessinateur et plus tard rédacteur en chef de Punch, a publié un récit biographique sur la vie et de le travail de Pont en 1969. Il est également connu que la cousine de Laidler, Ann Glendenning McMullan, a rédigée une autre biographie, non publiée. Signe de l'importance du dessinateur, il a également été l'objet d'une rétrospective au Cartoon Museum de Londres en 2008.

### Œuvre
- The British Character, 1938.
- The British at Home, avec une introduction de T.H. White, 1939.
- The British Carry On, 1940.
- Pont, avec une introduction de Fougasse, 1942.
- Most of Us are Absurd, 1946.